# Death Tunnel - La maledizione
Death Tunnel - La maledizione (Death Tunnel) è un film horror statunitense del 2005 diretto da Philip Adrian Booth.

## Trama
Per riuscire ad entrare in una confraternita studentesca, Devon, Elizabeth, Ashley e Tori convincono la timida Heather a partecipare a "realtà o paura", un'iniziazione nella quale le cinque dovranno passare la notte in un sanatorio abbandonato nel quale trovarono la morte più di 63.000 persone, vittime della cosiddetta "peste bianca", una terribile epidemia esplosa negli anni trenta. Non sanno che il sanatorio è maledetto.
A ogni ora, una di loro, collocata in un diverso piano dell'edificio, muore, rendendosi conto di essere la reincarnazione di uno dei cinque spettri che lo infestano. Dopo aver chiamato in soccorso l'organizzatore di "realtà o paura", Richie, Heather vede le sue amiche morire una a una nelle maniere più angosciose, in mezzo a oscure apparizioni. Rimasta viva insieme ad Heater, ci sono anche Ashley e Tori. Richie inizia a cercare le ragazze e la prima che incontra è Tori, che appena lo vede inizia a dire delle cose (all'apparenza senza senso), ma che turbano Richie, che decide di andare a cercare le altre ragazze.
Cercando nei svariati piani dell'edificio trova Ashley sotto shock e poco dopo arriva anche Heater che inizia a spiegare cosa sta accadendo a tutte loro. Ashley appena sente parlare Heater inizia a litigare con lei e con Richie e così scappa via, ma la sua corsa viene interrotta da un cavo di corrente che la uccide con una scarica elettrica. Heather e Richie osservano la scena e capiscono che la prossima a morire sarà Tori, così entrambi iniziano a correre per raggiungere Tori all'ultimo piano: la ragazza è la reincarnazione di un'infermiera morta suicida mentre era incinta del primario, il dottor Vanguard, perverso psicopatico, il quale spettro si manifesta a lei e a Richie.
Tori muore gettandosi dal tetto del sanatorio, lasciando a Heather e Richie un'unica via di fuga: un tunnel dove venivano scaricati i corpi dei malati morti, che collega l'edificio con l'esterno. Una volta fuori, sani e salvi, i due stanno per andarsene quando Heather si rende conto di incarnare lo spirito della nonna morta nel sanatorio che da sempre popola i suoi incubi, e torna dentro al sanatorio con Richie, che l'ha baciata infettandosi con la "peste bianca", che aveva ucciso tutti gli spettri da loro incarnati, compreso il Dr. Vanguard.

## Produzione
Il film sarebbe ispirato a fatti realmente accaduti, sfruttando una popolare leggenda di fantasmi americana, appunto, nel Waverly Hills Sanatorium. Per scrivere la sceneggiatura, i fratelli Booth si sono ispirati alla serie videoludica Silent Hill, esigendo una fotografia cupa e malsana per sottolineare le atmosfere inquietanti.
Il montaggio del film è subliminale e confuso, fatto di flashback continui, salti temporali e anticipazioni.

## Distribuzione
In Italia è uscito solamente in home video.